# Coração Púrpuro
Coração Púrpuro ou Coração Púrpura é uma condecoração militar dos Estados Unidos, outorgada em nome do Presidente a todos os integrantes das Forças Armadas que sejam feridos ou mortos durante o serviço militar, desde 5 de abril de 1917.
A condecoração original, com o nome de Distintivo do Mérito Militar, foi instituída por George Washington, então comandante do exército continental, em 7 de agosto de 1782. Ela foi concedida a apenas a três soldados a Guerra da Independência, caindo em desuso depois de seu término. Apesar de nunca ter sido abolida, a condecoração não foi mais proposta até depois da I Guerra Mundial, quando em 1927 o Congresso recebeu um pedido do comando do exército para revivê-la, mas negou a proposição.
Em janeiro de 1931, o general Douglas MacArthur, então ocupante do cargo de chefe do estado-maior do exército, o mais alto posto da força, confidencialmente encomendou um novo desenho para a medalha, baseado no bicentenário de nascimento de George Washington. 
Uma especialista heráldica do exército foi encarregada dos estudos  para a criação do novo desenho, baseada nas especificações  de MacArthur, do que se tornaria a medalha Coração Púrpura. Por ordem executiva do Presidente dos Estados Unidos, ela foi instituída em homenagem à memória e as conquistas militares de Washington em 22 de fevereiro de 1932.
Como a concessão da medalha era retroativa a 5 de abril de 1917, o dia anterior ao que os EUA entraram na I Guerra Mundial, o general MacArthur, ferido nesta guerra, foi o primeiro a recebê-la.

## Ver Também
- Estrela de Prata
- Cruz de Serviço Distinto
- Medalha de Honra